# Carlos Molina Bustos
Carlos Molina Bustos (1939-2 de marzo de 2018) fue un médico cirujano, historiador y político comunista chileno, que se desempeñó como subsecretario de Salud Pública de su país, durante el gobierno del presidente Salvador Allende entre 1970 y 1973. Como historiador, sus trabajos fueron todos dedicados a la historia de la institucionalidad sanitaria chilena.

## Estudios y carrera profesional
Realizó sus estudios superiores en la carrera de médico cirujano en la Universidad de Chile, egresando en 1964, y luego cursó un magíster en ginecología obstetricia en la Pontificia Universidad Católica (PUC), egresando en 1969.
Durante la década de 1970 saltó a la esfera política en el área de la salud pública. Miembro del Partido Comunista de Chile (PC), fue nombrado por el presidente Salvador Allende, como subsecretario de Salud Pública en el Ministerio de Salud; cargo que ejerció durante toda la administración (1970-1973). Luego del golpe de Estado del 11 de septiembre de 1973 partió exiliado a México y se especializó como salubrista.
Tras el retorno a la democracia en 1990, regresó a trabajar en servicios de salud durante los gobiernos de la Concertación. Desde marzo de 2004 hasta diciembre de 2009, ejerció su profesión en la Unidad de Patrimonio del Ministerio de Salud, dirigida entonces por el doctor Patricio Hevia.
Paralelamente ya con una vasta experiencia en el sector público de la salud, sentía admiración por la historiografía de la salud en Chile y por ende, ingresó al programa de magíster en historia de la Universidad de Chile, donde se graduó con la tesis Una mirada historiográfica acerca del desarrollo de la institucionalidad sanitaria chilena: 1889-1989, en diciembre del 2007. Su tesis para optar al título fue publicada como libro en 2010 por la editorial LOM bajo el nombre de  Institucionalidad sanitaria chilena: 1889-1989. Gran parte de la composición de su tesis se basó en investigar las diversas agrupaciones y gremios referentes a la salud de la década de 1930, como la Asociación Médica de Chile, el Sindicato de Trabajadores de la Medicina y la Vanguardia Médica.
Falleció el 2 de marzo de 2018, a los 79 años.

## Obra escrita
- Molina Bustos, Carlos (2010). Institucionalidad sanitaria chilena 1889-1989. Santiago de Chile, LOM Ediciones, 212 p.